# Union sud-américaine des émigrés italiens
L'Union sud-américaine des émigrés italiens (en italien, Unione sudamericana emigrati italiani, USEI) est un mouvement politique italien, fondé en 2006 par Eugenio Sangregorio.
C'est un entrepreneur originaire de Belvedere Marittimo, émigré en 1957 à Buenos Aires, qui fonde ce mouvement pour pouvoir participer aux élections générales italiennes de 2006, les premières ouvertes aux Italiens émigrés.
L'USEI se présente uniquement dans la circonscription Amérique du Sud pour les élections générales italiennes de 2013, toujours présidée par l'Italo-Argentin Eugenio Sangregorio, mais ce dernier n'est pas élu. Elle obtient néanmoins l'élection d'une députée, Italo-Brésilienne, à la Chambre des députés, députée qui abandonne l'USEI peu après son élection. Renata Eitelwein Bueno est en outre membre du Parti populaire socialiste. 
Ce n'est que lors des élections générales italiennes de 2018 qu'Eugenio Sangregorio est enfin élu député du mouvement qu'il préside en Amérique du Sud, où l'USEI remporte, avec 65 363 voix (18,72 %), devenant le deuxième parti le plus voté du sous-continent. L'USEI obtient également son premier siège de sénateur dans la même circonscription avec l'élection d'Adriano Cario.

## Historique
l'USEI prend part aux Élections générales italiennes de 2006, en présentant ses listes dans la circonscription étrangère de l'Amérique du Sud, tant à la Chambre qu'au Sénat. Pour les Élections générales italiennes de 2013, Eugenio Sangregorio n'est pas élu. L'USEI obtient néanmoins un siège à la Chambre des députés, avec Italo-Brésilienne Renata Eitelwein Bueno.
Aux Élections générales italiennes de 2018, l'USEI réussit à faire élire Eugenio Sangregorio à la Chambre des députés et Adriano Cario au Sénat de la République, candidats dans la répartition Amérique du Sud.

## Note
1. ↑  (it) Tribuna Italiana, « Da Buenos Aires a Roma, il Leone arriva in Parlamento: ecco chi è Eugenio Sangregorio, deputato USEI », sur www.italiachiamaitalia.it, 15 mars 2018 (consulté le 16 janvier 2021).